# 王佐明
王佐明（1952年—），云南大理人，回族，武警少將，第十一届全国人大代表。

## 生平
王佐明生于云南省洱源县，高中就读于洱源县第二中学，后毕业于云南省委党校政治管理专业。武警云南省总队队长。2007年调任武警四川省总队队长。2008年7月，升任武警森林指挥部主任。2012年5月退休。